# Майське (Камчатський край)
Майське (рос. Майское) — село у Усть-Камчатському районі Камчатського краю Російської Федерації.
Населення становить 117 (2010) осіб. Входить до складу муніципального утворення Козиревське сільське поселення.

## Історія
До 1 червня 2007 року у складі Камчатської області, відтак у складі Камчатського краю. Згідно із законом від 2 грудня 2004 року органом місцевого самоврядування є Козиревське сільське поселення.

## Населення
| 2002 | 2010 |
| ---- | ---- |
| 248  | ↘117 |